# Un mundo normal
Un mundo normal és una pel·lícula dirigida i escrita pel director de cinema espanyol Achero Mañas estrenada en 2020 sobre les coses importants de la vida, i protagonitzada per l'actor Ernesto Alterio.

## Sinopsi
Una pel·lícula sobre la vida i la mort amb la valentia d'afrontar la mort que ens transmet el protagonista, Ernesto Alterio, secundat per la seva filla i el gos de la seva mare. Complir el desig de la mare de descansar en la mar quan mori és el motiu pel qual s'inicia un viatge en una furgoneta. El viatge ens descobreix amb diàlegs i imatges el sentit de la vida, Ernesto a mena d'Ulisses cinematogràfic.

## Trama
La vida d'un home recentment separat, les relacions amb la seva exdona, la seva filla, la seva mare, el seu germà i el seu treball. Un context normal que en el recorregut de la pel·lícula ens descobreix les particularitats d'aquesta família que la fan diferent. L'assistència a funerals dels amics de la mare transmet la realitat del final comú, la mort, a la qual la mare es va enfrontant amb la companyia dels seus amics i familiars.
La valentia del protagonista es fa palesa en els diàlegs que manté amb la seva mare i amb la seva filla. La fotografia dels paisatges del viatge per a arribar a la mar ajuden a digerir el duel de l'enterrament de la mare. Aquest familiar funeral que tindrà la seva final en la mar és un fet normal, un enterrament, amb unes característiques poc habituals, el que es llança a la mar no són les cendres sinó el cos mort de la mare.

## Trajectòria
Produïda en 2019 es va estrenar en 2020 i va ser seleccionada pel Festival de Màlaga Cinema en Español en la Secció Oficial a Concurs.

## Fitxa tècnica
- Actors principals: Ernesto Alterio, Gala Amyach, Ruth Díaz, Pau Durà, Magüi Mira
- Altre actors: Raquel Villarejo Hervás, Abdelatif Hwidar, Luis Miguel Seguí
- Producció: Gerardo Herrero, Pedro Pastor
- Director: Achero Mañas
- Guió: Achero Mañas
- Direcció de fotografia: David Omedes
- Montaje: José Manuel Jiménez
- Música: Vanessa Garde
- Gènere: Drama i Comèdia[6]